# Miniopterus gleni
Miniopterus gleni (Peterson, Eger, & Mitchell, 1995) è un pipistrello della famiglia dei Miniotteridi endemico del Madagascar.

## Descrizione

### Dimensioni
Pipistrello di piccole dimensioni, con la lunghezza totale tra 118 e 131 mm, la lunghezza dell'avambraccio tra 47 e 50 mm, la lunghezza della coda tra 50 e 63 mm, la lunghezza del piede tra 7 e 9 mm, la lunghezza delle orecchie tra 12 e 15 mm e un peso fino a 17,5 g.

### Aspetto
La pelliccia è lunga e setosa. Il colore generale del corpo è marrone scuro, più chiaro lungo l'attaccatura delle membrane alari. Il muso è leggermente ricoperto di peli. Le orecchie sono piccole, triangolari e con l'estremità smussata. Il trago è lungo e con l'estremità arrotondata leggermente piegata verso il basso. Le membrane alari sono marroni scure. La coda è molto lunga ed è completamente inclusa nell'ampio uropatagio. Il calcar è privo di carenatura. 

### Ecolocazione
Emette ultrasuoni a basso ciclo di lavoro con impulsi di breve durata a frequenza modulata iniziale di 70–93 kHz, finale di 36-38,9 kHz e massima energia a 40,1-44,6 kHz.

## Biologia

### Comportamento
Si rifugia in gruppi fino a 90 individui all'interno di grotte, in particolare vicino a fonti d'acqua e con volte molto basse.

### Alimentazione
Si nutre di insetti.

## Distribuzione e habitat
Questa specie è diffusa in gran parte del Madagascar eccetto la parte più meridionale.
I suoi habitat sono la foresta umida, la foresta decidua secca e la foresta spinosa, fino a 1.200 metri di altitudine.

## Conservazione
La IUCN Red List, considerata la vasta diffusione sull'isola, sebbene possa essere minacciato in alcune aree a causa della caccia e delle intrusioni nei siti di riposo, classifica M. gleni come specie a rischio minimo (Least Concern).